# Дирбакмахи
Дирбакмахи (также Дирбаг, дарг. Дирбагъ, Дирбагъмахьи) — село Дахадаевского района Дагестана. Принадлежит к Аштынскому сельскому поселению.

## География
Село расположено на высоте 1910 м. над уровнем моря.  Ближайшие населённые пункты — Карбучимахи, Цирхе, Ицари, Амух, Ашты, Худуц, Кунки, Чираг, Аяцимахи, Анклух.

## Население
| 1939 | 1970 | 1989 | 2002 | 2010 | 2021 |
| ---- | ---- | ---- | ---- | ---- | ---- |
| 145  | ↗187 | ↗247 | ↘236 | ↗237 | ↘226 |